# مالية شخصية

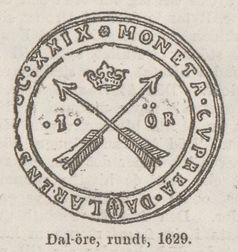

المالية الشخصية هو تطبيق لمبادئ المالية في القرارات المالية التي تتعلق بفرد أو بعائلة. إنها تحدد كيف يتعامل الأفراد أو العائلات مع الحصول ووضع ميزانية وادخار وإنفاق الموارد المالية عبر الوقت، مع الأخذ بالإعتبار المخاطر المالية وأحداث الحياة المستقبلية. من عناصر المالية الشخصية الحسابات الجارية وحسابات التوفير وبطاقات الائتمان والقروض الشخصية والاستثمار في الأسهم وحسابات التقاعد (إن وجد) والضمان الاجتماعي والتأمين وإدارة الضرائب.

## التخطيط المالي الشخصي
أحد المكونات الأساسية في في المالية الشخصية هو التخطيط المالي الشخصي، وهي عملية ديناميكية تحتاج إلى متابعة وإعادة تقدير بشكل مستمر، بشكل عام يكون التخطيط في خمس خطوات:
1. تقدير القيمة: في حالة التخطيط المالي لفرد أو عائلة، يجب استعمال نسخ مبسطة من ورقة رصيد الحساب وقائمة الدخل. رصيد حساب فردي يتضمن الممتلكات (مثل سيارة ومنزل وملابس وأسهم وحساب في بنك) بالإضافة إلى الديون (مثل دين بطاقات الائتمان وقرض البنك وقرض المنزل). قائمة الدخل الشخصية تتضمن المدخولات والمصروفات.
2. وضع الأهداف: مثالان على ذلك «التقاعد في سن 65 عام مع مبلغ وقدره 200000 دولار» و«شراء منزل في 3 سنوات ودفع الأقساط الشهرية والتي لا تزيد عن 25% من دخلي»، من الطبيعي أن يمتلك الشخص عدة أهداف قصيرة الأمد وطويلة الأمد، وضع الأهداف يساعد على وضوح التخطيط المالي.
3. وضع خطة: الخطة المالية توضح كيف يمكن للشخص أن يصل إلى تلك الأهداف، مثلا من خلال اقتطاع المصروفات غير المهمة وزيادة الدخل أو الاستثمار في الأسهم.
4. التنفيذ: وهذه الخطة قد تحتاج إلى شيء من الانضباط والمواظبة. الكثير من الناس يستعينون بالمحترفين أمثال المحاسبين والمحامين والمخططين الماليين ومستشاري الاستثمارات.
5. المراقبة وإعادة تقدير القيمة: مع مرور الوقت، يجب أن تتم مراقبة الخطة المالية لأي تعديل ممكن أو إعادة تقدير قيمة.

معظم أهداف البالغين تتركز على دفع بطاقات الائتمان وقرض الطالب (إن وجد) والتقاعد وتكاليف الجامعة للأبناء والنفقات الصحية والتخطيط العقاري. إن التخطيط يمثل فلسفة واحدة من فلسفات التمويل الشخصي، توجد فلسفات لا تتطلب تخطيط من الموجود أعلاه.

## مقالات ذات علاقة
- تمويل

## الوصلات الخارجية
- التمويل الشخصي للعرب